# Баранець звичайний

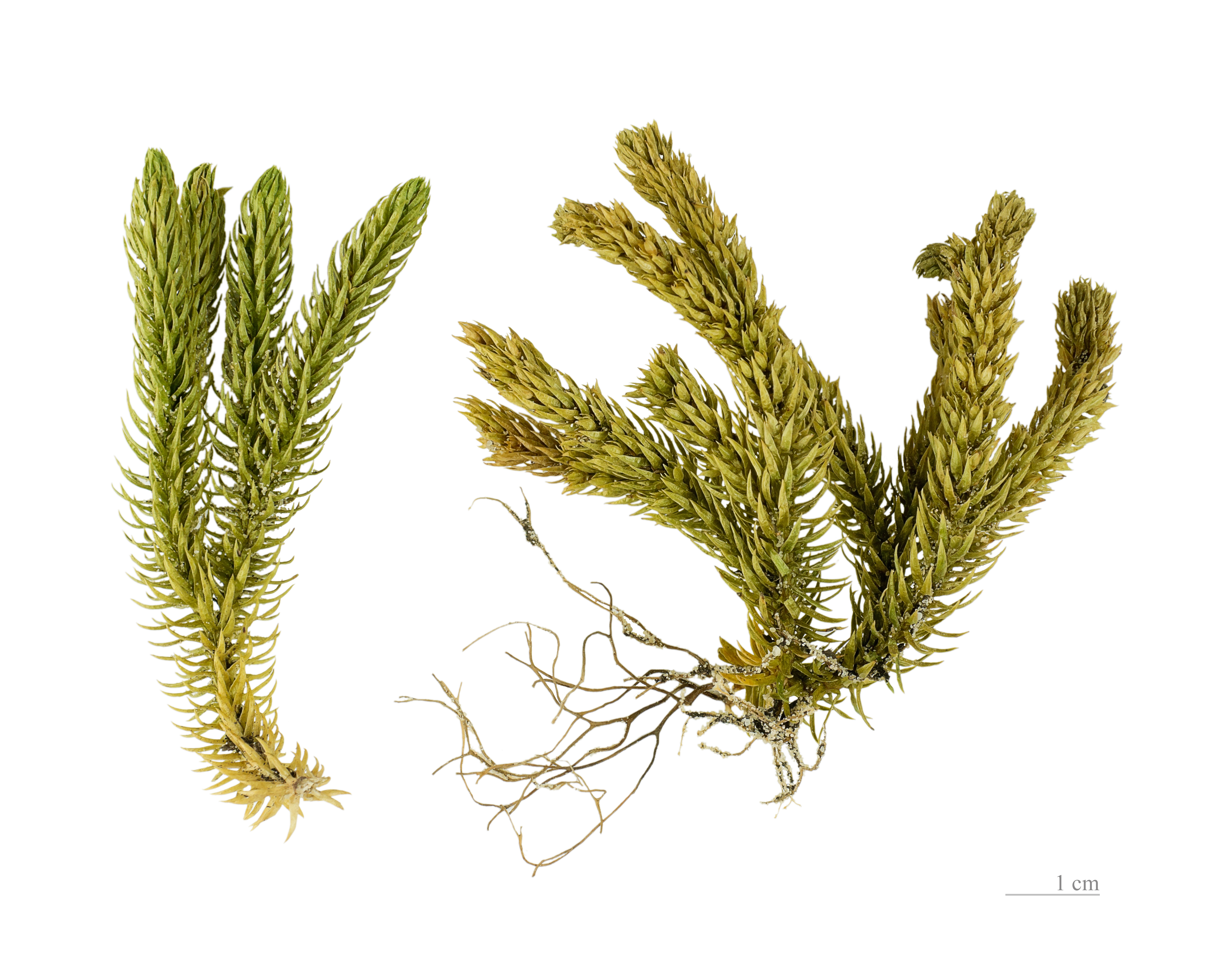
Huperzia selago

Плаун баранець, Баранець звичайний (Lycopodium selago L. Huperzia selago (L.) Bernh. ех Schrank et Mart.]) — багаторічна трав'яниста вічнозелена спорова рослина родини баранцеві (Huperziaceae). Вид занесено до Червоної книги України.

## Опис
Невисока (5–25 см), з піднятими стеблами і гострими відстовбурченими листками. Тіньовитривала рослина. Баранець звичайний — багаторічна трав'яниста жовтувато- або світло-зеленого кольору рослина. Стебло заввишки 5-25 см, дихотомічне розгалужене, густо вкрите ланцетними або лінійно-ланцетними твердими листками. Спороносить у липні — жовтні.

## Поширення
Поширена в Європі, Західному i Східному Сибіру, на Далекому Сході, у Середній Азії, Північній Америці. В Україні поширений в Українських Карпатах, на Поліссі, Розточчі, північній частині лісостепової зони.
Зростає у затінених вологих лісах, на окрайцях боліт, на щебенистих схилах, на вологих ґрунтах, на полонинах та скелях — у субальпійському та альпійському поясах (до 1900 метрів); кальцефоб; мезофіт.

## Чисельність
Популяції нечисленні, трапляються рідко. Головні причини зміни чисельності — збирання рослини як лікарської сировини, вирубування лісів, рекреаційне навантаження.

## Охорона
Охоронний статус — I категорія. Охороняється у заповідниках — Карпатському (біосферний) та Розточчя (природний) і заказниках, зокрема у Нобельському національному природному парку і у Бущанському ботанічному заказнику загальнодержавного значення (Рівненської області).

## Походження назви
Назва зумовлена тим, що рослина застосовувалась проти ковтунів у овець. Одна з назв чеською, теж пов'язана з таким застосуванням - koltunova zelina.